# Zavod ŽIV!M
Zavod ŽIV!M je slovenski zasebni zavod, ustanovljen leta 2011. Poslanstvo zavoda je pomoč »[...] družinam v stiski, ženskam v krizni nosečnosti, ženskam, ki se soočajo z nenačrtovano nosečnostjo in staršem, ki trpijo zaradi izgube otroka.« V zavodu glede na lastne navedbe deluje več kot 25 članov. Zavod nasprotuje pravici do umetnega splava, zaradi česar je bil deležen javne pozornosti ob nekaterih javnih kampanjah in dogodkih.

## Pregled
Zavod po lastnih navedbah nudi pomoč družinam v stiski, ženskam v krizni nosečnosti in z nenačrtovano nosečnostjo ter staršem z umrlimi otroci. Zavod navaja, da v okviru zavoda deluje prek 25 članov in da se zavod financira prek zbiranja prostovoljnih donacij in ne prejema javnih sredstev.

### Dejavnosti
Zavod navaja, da njihove aktivnosti zaobsegajo pisanje knjig in plankov, snemanje videoposnetkov, pripravo dogodkov za javnost (razstav, okroglih miz, delavnic in koncertov), svetovanj, terapij in drugih aktivnosti.
Zavod navaja, da nudijo pomoč nosečnicam in njihovim družinam, »še posebej tistim, ki zaradi pritiskov in vsakdanjega stresa razmišljajo o splavu in potrebujejo pogovor, spremstvo, sprostitev, da bi lahko v tišini srca v miru sprejele odločitev.« Za nosečnice po lastnih navedbah organizirajo vikende in delavnice ter telovadbo za nosečnice, vikend odmike za nosečnice v stiski, spremstva ob pripravi na oddajo v posvojitev.
Zavod navaja, da nudi pomoč družinam po rojstvu, vključno s terapijami, strokovnimi pogovori, vikend odmiki za starše oz. matere po izgubi nosečnosti ali smrti otroka, spominske maše po izgubi nosečnosti ali smrti otroka kmalu po rojstvu in pomoč na različnih področjih (osebnem, finančnem, partnerskem, itn.) za družine v stiski po rojstvu otroka.

### Stališča
Zavod se zavzema za »[...] pravico do življenja od spočetja do naravne smrti [...]« in deluje »[...] na področju ozaveščanja in razkrivanja neresnic glede nerojenega človeškega življenja, umetne prekinitve nosečnosti, postabortivnega stresa in kontracepcije.« Poslanstvo Zavoda je utemeljeno na krščanski veri.
Zavod ŽIV!M podpira »vsak ukrep v smeri omejevanja dostopnosti kontracepcije.« Zavod v spletnih objavah, medijskih nastopih in predavanjih zastopa stališče, da je uporaba hormonske kontracepcije nezaželena in v spletnih objavah in predavanjih zagovarja izogibanje nosečnosti brez uporabe kontracepcijskih sredstev (t.i. "naravno načrtovanje družine"). Zavod ŽIV!M nasprotuje uporabi kontracepcije, ker ni 100 % učinkovita pri zagotavljanju zaščite pred neželeno nosečnostjo, ker da vodi v porast okužb s spolno prenosljivimi boleznimi, in ker da znižuje željo po starševstvu in rodnost. Zavod navaja, da je hormonska kontracepcija "moralno in etično sporna" ker da ima abortivni učinek.
Javna razprava o zavodu v zvezi z nasprotovanjem umetnemu splavu
Marca 2014 je vodstvo UKC Ljubljana prepovedalo izvajanje maše za nerojene v kapeli kliničnega centra na dan materinstva, ki ga je v sodelovanju z bolnišničnim župnikom pripravil Zavoda ŽIV!M. Zavod je v javnem povabilu k udeležitvi maše med drugim navedel, da bo maša namenjena spominu  »[...] otrok, ki so nas zapustili zaradi spontanega splava, prezgodnje smrti in otrok, ki so umrli med postopki umetne prekinitve nosečnosti.« Zavod je navedel, da jih je k sodelovanju povabil bolnišnični župnik. Po besedah župnika so se o vsebini maše samostojno odločili v zavodu. V UKC so izvedbo maše preklicali, ker je bil prostor namenjen zgolj verski oskrbi bolnikov in svojcev ter saj bi lahko maša zaradi vsebine prizadela osebe, ki so se odločile za umetno prekinitev nosečnosti.
Leta 2016 se je na pročelju Frančiškanske cerkve na Prešernovemu trgu v Ljubljani javno predvajalo posnetek Zavoda ŽIV!M, ki je izražal nasprotovanje umetnemu splavu. Posnetek se je na lokaciji predvajal v zanki. Podnapisi posnetka so bili prikazani v slovenskem kot tudi angleškem jeziku. Predvajanje posnetka na pročelju cerkve je zavodu dovolil župnik. Katoliška cerkev je izrazila podporo predvajanju posnetka. Mestna občina Ljubljana je izrazila nasprotovanje prikazovanju posnetka, ker da nasprotuje Ustavi RS.
Zavod je decembra 2018 za obdobje 2 mesecev najel oglasni prostor na avtobusih LPP v Ljubljani in tam objavil oglase. Oglasi so prikazovali sliko para med poljubljanjem dojenčka, žensko v solzah in osebo ki drži pozitiven test nosečnosti. Podobe so bile pospremljene s sporočili »Živim!«, »Imamo radi življenje!«, »Žalujem za svojim otrokom …«, »Stopi iz tišine«, »Pokliči« in »Nikoli nisi sama« ter telefonskimi številkami in spletnim naslovom zavoda. Oglase so nekateri smatrali za izražanje nasprotovanja pravici do splava. LPP je po 9 dneh pogodbo prekinil in oglase odstranil, saj da so bili oglasi razdvajajoči in so vznemirjali nekatere uporabnike javnega prevoza. Zavod se je zaradi odstranitve oglasov pritožil zagovorniku načela enakosti, saj da je LPP oglase odstranil na podlagi različnih verskih in političnih prepričanj in s tem zavod prikrajšal za pravico do svobode izražanja in vesti oz. veroizpovedi. Zagovornik načela enakosti je pritrdil zavodu in odločil, da je LPP kršilo prepoved diskriminacije in LPP pozval, naj oglase povrne. LPP se je na odločitev pritožilo na upravno sodišče.
Leta 2019 je zavod v Ljubljani pripravil oglaševalsko kampanjo proti splavu, ki jim jo je pomagalo financirati slovensko biotehnološko podjetje Bia separations iz Ajdovščine. Oglasne plakate so objavili na oglasnih panojih v središču Ljubljane, panoji pa so prikazovali sliko ženske, ki si briše solze, pospremljeno s sporočili »žalujem za svojim otrokom«, »stopi iz tišine« in »spoštujmo življenje, od spočetja do naravne smrti« ter povezavo do spletne strani zavoda.
Julija leta 2022 je zagovornik načela enakosti v ponovljenem postopku vnovič odločil, da je bil Zavod Živ!m deležen diskriminacije, ko je bila oglaševalska kampanja Zavoda na avtobusih LPP, s katero je Zavod na oglasih na podlagi verskih prepričanj zagovarjal do "pravice do življenja od spočetja", enostransko predčasno ukinjena.